# Champion Allison
Champion Allison (5 de noviembre de 1998) es un deportista estadounidense que compite en atletismo, especialista en las carreras de relevos. Ganó una medalla de oro en el Campeonato Mundial de Atletismo de 2022, en la prueba de 4 × 400 m.

## Palmarés internacional
| Campeonato Mundial | Campeonato Mundial      | Campeonato Mundial | Campeonato Mundial |
| Año                | Lugar                   | Medalla            | Prueba             |
| ------------------ | ----------------------- | ------------------ | ------------------ |
| 2022               | Eugene (Estados Unidos) | Medalla de oro     | 4 × 400 m          |